# Bánovce nad Ondavou
Bánovce nad Ondavou jsou obec na východním Slovensku v okrese Michalovce, v Košickém kraji. První písemná zmínka o obci pochází z roku 1326.

## Poloha
Obec leží uprostřed Východoslovenské nížiny, u soutoku Toply a Ondavy, v jihozápadní části Pozdišovské pahorkatiny mezi městy Trebišov a Michalovce. Bánovce nad Ondavou jsou na vyvýšenině, nížinná část je pokryta sprašovými uloženiny, na pahorkatině má černozemní, místy slané půdy.
Obec je vzdálená od hlavního města Bratislavy 452 km, krajského města Košice 51,8 km a okresního města Michalovce 12,4 km, sousedí se sedmi obcemi: Bracovce, Horovce, Laškovce, Ložín, Trhovište, Žbince a Trebišov.
V katastrálním území se nachází v nižších vrstvách zemní plyn a od 20 do 100 m n. m. se nacházejí zvodnělé horizonty artéské vody výborné kvality.

## Doprava
Bánovce nad Ondavou mají přímé železniční spojení s Prahou (EN 443 Slovakia) a Bratislavou (R 680 Zemplín)
V železniční stanici Bánovce nad Ondavou se od železniční trati Michaľany–Łupków odděluje železniční trať Bánovce nad Ondavou – Veľké Kapušany.

## Osobnosti
Bánovce jsou rodištěm superintendenta Františka Kováče.